# Telchinia calida
Telchinia calida is een vlinder uit de familie van de Nymphalidae. De wetenschappelijke naam van de soort is voor het eerst voorgesteld, als Acraea calida, door Arthur Gardiner Butler in een publicatie uit 1878.
De soort komt voor in de bosranden, graslanden en bewoonde gebieden van Madagaskar.